# Paweł Rzewuski
Paweł Rzewuski (ur. 14 stycznia 1804 w Telakach, zm. 23 października 1892 w Krakowie) – polski duchowny katolicki, nominat sufragan warszawski, wikariusz generalny zarządzający archidiecezją warszawską w latach 1863–1865.

## Życiorys
Kształcił się w Białej Podlaskiej i w Warszawie, gdzie w 1827 otrzymał święcenia kapłańskie.
Był wikariuszem parafii św. Aleksandra w Warszawie, profesorem i wicerektorem seminarium oraz katechetą i profesorem Akademii Duchownej w Warszawie. Został kanonikiem, oficjałem i wikariuszem generalnym warszawskim.
16 marca 1863 papież Pius IX mianował go biskupem tytularnym Bursy (w Bitynii, obecnie w Turcji) i sufraganem warszawskim. Sakry biskupiej jednak nie przyjął z powodu sprzeciwu władz rosyjskich. Następnie będąc wikariuszem generalnym od 14 czerwca 1863 do 27 października 1865 zarządzał archidiecezją warszawską, zastępując deportowanego przez Rosjan metropolitę Felińskiego.
Był jednym z autorów haseł do 28 tomowej Encyklopedii Powszechnej Orgelbranda z lat 1859-1868. Jego nazwisko wymienione jest w I tomie z 1859 roku na liście twórców zawartości tej encyklopedii.
W 1865 on sam – za obronę praw Kościoła – został wywieziony przez Rosjan do Astrachania, gdzie przebywał do 1886. Po uwolnieniu zamieszkał w krakowskim klasztorze zmartwychwstańców.
Paweł Rzewuski był autorem wielu publikacji teologicznych.
Pochowany na cmentarzu Rakowickim w Krakowie (kw. BB).